# Jotun (datorspel)
Jotun är ett actionäventyrsspel utvecklat och utgivet av Thunder Lotus Games. Den släpptes till PC den 29 september 2015. Wii U-versionen släpptes den 8 september 2016, medan Playstation 4 och Xbox One-versionerna släpptes den 9 september 2016. Nintendo Switch-versionen släpptes den 27 april 2018. Spelet handlar om Thora, en vikingkvinna som måste imponera på de nordiska gudarna för att komma in i Valhall.